# كروس أوفر (سيارة)

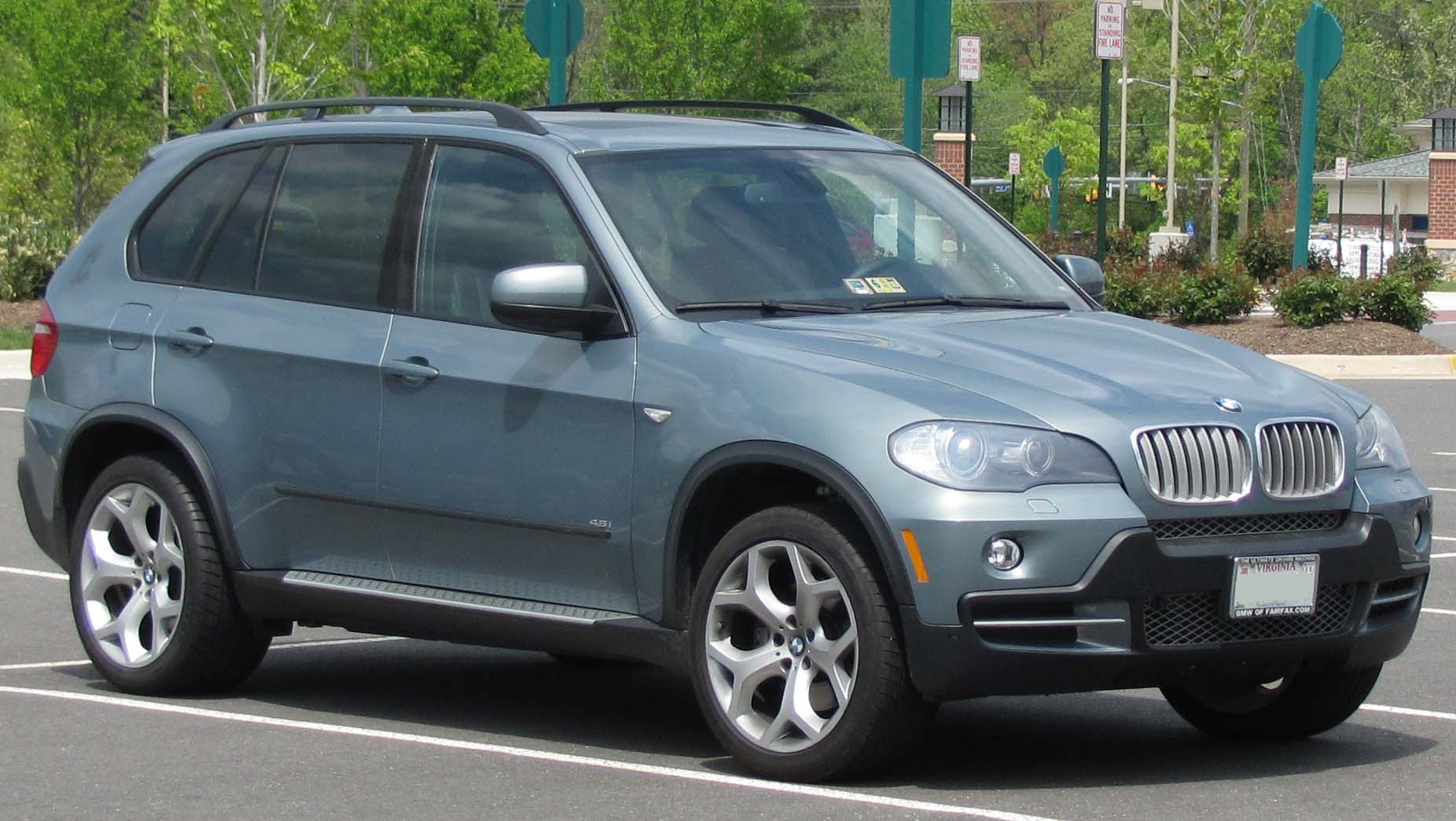
2008 BMW X5

الكروس أوفر (بالإنجليزية: Crossover) أو السي يو في (CUV) مختصرا لكلمة (crossover utility vehicle) هي أحد فئات تصنيف السيارات، وهي مركبات مبنية على منصة سيارة وتجمع بدرجات متفاوته خصائص و مواصفات من السيارة الرياضية متعددة الأغراض (أس يو في) و من سيارة نقل الركاب وخاصة سيارات الستيشن واغن أو الهاتشباك.

## مميزات
تمتاز السيارات من فئة سي يو في بالخواص التالية عن سيارات فئة أس يو في:
- سيارات السي يو في تكون عادة أخف وزنا من سيارات الأس يو في مما يمنح أستهلاك وقود أكثر كفائه.[1]
- السي يو في أقل أرتفاعا عن سطح الأرض من الأس يو في لذلك تكون أكثر أمانا وتعاملها مع الطريق بصورة أفضل.
- الكثير من سيارات فئة السي يو في هي سيارات اقتصادية لذلك تكون كلفتها التصنيعية أقل.